# الببغاء بوللي
الببغاء بوللي: هي ببغاء كانت ملك إحدى الشركات التي تقوم بتوفير الحيوانات المروضة للشركات الإنتاج السينمائي لكنها سرعان ما إكتسبت شهرتها عن طريق مشاركتها في أدروار سينمائية مع فنانين عالميين.

## هوليوود
بوللي: هو اسم شهرة هذه النجمة فهي من نوع المكاو ببغاء المكاو في الذي يعتبر من أجمل أنواع الببغاوات ; أزهاها لونا
قضت حياتها تشارك في أفلام هوليوود و يعتقد أنها أقدم ببغاء في العالم حيت تم تسجيلها في موسوعة ألارقام القياسية جينز أكبر ببغاء معمر ريكوردر في 4 نوفمبر 2012 كأكبر ببغاء معمر تم اكتشافه على وجه ألارض
جاءة الببغاء بوللي إلى بريطانيا لتصوير أحد الأفلام مع النجم جلين كلوز في عام 2000 بعد أن كانت سبق وضهرت في أفلام ناجحة جنبا إلى جنب مع أشهر الممتليين العالميين جيم كاري وادي ميرفي حيت كانت مملوكة لاحدى الشركات المتخصصة في تقديم الحيوانات لشركات الإنتاج السينمائي بغرض التصوير السينمائي وكان أشهر فلم شاركة فيه مع جيم فيلم ace ventura

## التقاعد
تقاعدة في بريطانيا حيت أعطيت لريبيكا تايلور 53 و ابنتها صوفي وليامز لأنهما يملكان متجرا لبيع الحيوانات حيت وفرا لها الرعاية الازمة

## روابط خارجية
- الببغاء بوللي على موقع IMDb (الإنجليزية)
- الببغاء بوللي على موقع روتن توميتوز (الإنجليزية)
- الببغاء بوللي على موقع نتفليكس (الإنجليزية)
- الببغاء بوللي على موقع قاعدة بيانات الأفلام العربية
- الببغاء بوللي على موقع ألو سيني (الفرنسية)
- الببغاء بوللي على موقع Turner Classic Movies (الإنجليزية)
- الببغاء بوللي على موقع أول موفي (الإنجليزية)
- الببغاء بوللي على موقع بوكس أوفيس موجو (الإنجليزية)
- الببغاء بوللي على موقع فيلمافينيتي (الإسبانية)
- الببغاء بوللي على موقع قاعدة بيانات الأفلام السويدية (السويدية)